# Joseph von Kurzböck
Joseph von Kurzböck (* 21. November 1736 in Wien; † 18. Dezember 1792 ebenda) war ein österreichischer Adeliger, Buchdrucker, Buchhändler, Schriftsteller und Verleger sowie k.k. Hofbuchdrucker und Universitäts-Buchhändler. Er war auch als Joseph Lorenz von Kurzböck,  Joseph Edler von Kurzböck und ab 1786 als Joseph Ritter von Kurzböck bekannt. Eine alternative Schreibweise ist Kurzbeck.

## Werdegang

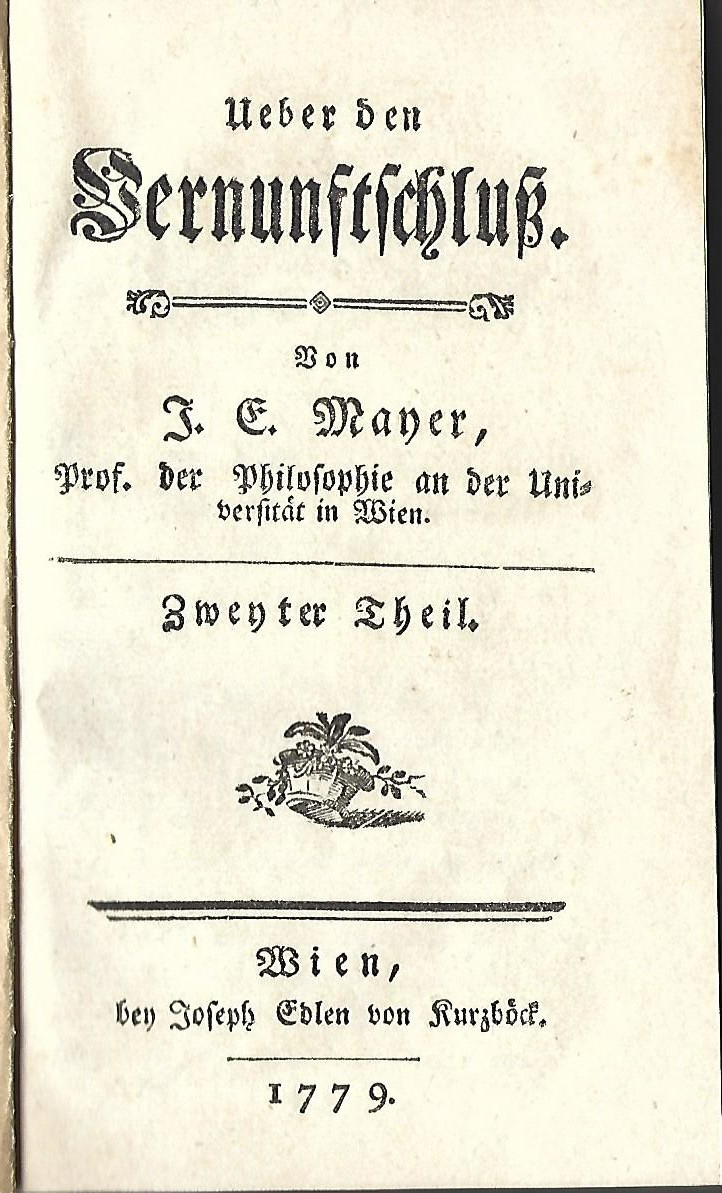
Titelseite eines bei Joseph von Kurzböck verlegten Buches von 1779

Joseph Lorenz Kurzböck wurde am 21. November 1736 in Wien geboren. Sein Vater war der Buchdrucker Gregor Kurzböck (1675–1763). Gregor (auch: Gregorius) war anfangs in Wien Geselle in der Druckerei Johann Jakob Kürner. 1731 kaufte er den Betrieb Kürnersche Erben und wurde als Universitätsbuchdrucker immatrikuliert. Die Standorte der Kurzböck´schen Officin waren zunächst „im Haus am oberen Jesuitenplatzl“, dann „auf dem Judenplatze neben dem großen Jordan“ und schließlich in der „Bognergasse“. Seine Mutter Barbara Kurzböck verstarb 1753 im 50. Lebensjahr. 1755 übergab Gregor Kurzböck die Druckerei an seinen Sohn Joseph Kurzböck.
Joseph studierte an der Universität bis zur Übernahme des väterlichen Betriebes im Jahr 1755. Die Immatrikulierung als Universitätsbuchdrucker der Universität Wien erfolgte am 26. Oktober 1756. Mitte der 1750er Jahre arbeitete die Kurzböck-Druckerei mit zwei Pressen. Innerhalb weniger Jahre steigerte er die Anzahl auf 15 Pressen, wovon 4 in der Inneren Stadt (Untere Bräunerstraße Nr. 228) und 11 in der Alsergasse betrieben wurden.
Zur Zeit des Siebenjährigen Krieges (1756–1763) druckte er eine ungeheure Masse an patriotischen Schriften (unter anderem Neuigkeits- und Jubelmeldungen), nicht zuletzt deshalb fiel er dem Kaiserhaus und der Staatsverwaltung auf. Ab 1. Juli 1762 wurden in Wien erstmals Bancozettel ausgegeben, den Auftrag zum Druck dieser Banknoten erhielt Joseph Kurzböck. Im Jahr 1767 wurde er Buchdrucker der „niederösterreichischen Landschaft“. Kurzböck war bemüht, im Letternguss und Buchdruck stetig technische Verbesserungen durchzuführen. Einer seiner direkten Mitbewerber in dieser Zeit war Thomas von Trattner.
Am 14. Februar 1770 erhielt Kurzböck ein für 20 Jahre gültiges Privilegium. Das Privilegium betraf die von Joseph Kurzböck auf eigene Kosten eingerichtete illyrische (oder auch kyrillische) und orientalische Buchdruckerei. Er begann auch damit, serbische Bücher herzustellen. Die dafür notwendigen Drucklettern wurden ihm von einem ehemaligen Mitarbeiter Trattners mit Namen Magatsch erzeugt. In Anerkennung seiner Verdienste um die illyrische Druckerei erhielt Kurzböck 1772 darüber hinaus die Genehmigung zur Errichtung einer Universitätsbuchhandlung.
Zusätzlich stieg er zu den bedeutendsten österreichischen Theaterverlegern auf. 1772 und 1773 erschienen bei ihm ein Theaterkalender und ein Theateralmanach, dann konnte er einen Vertrag mit den Schauspielern des Kärntnertortheaters und des Burgtheaters erringen. Im Jahr 1774 brachte er sechs Klaviersonaten von Joseph Haydn heraus. In den 1780er Jahren hatte Kurzböck auch Übersetzungen aus dem Italienischen in seinem Verlagsprogramm, so zum Beispiel Die Hochzeit des Figaro (1786) und Cosi fan tutte (1790).
Bei Kurzböck erschienen auch Werke aus der Staats- und Rechtswissenschaft, so etwa von Joseph von Sonnenfels im Jahr 1771 Ueber die Liebe des Vaterlandes oder 1785 Ueber den Geschäftsstil. Die ersten Grundlinien für angehende oesterreichische Kanzleybeamten.
Von 1770 bis 1786 ist die Wiener Realzeitung bei Kurzböck herausgekommen. Sie wurde wahrscheinlich ständig von Joseph Kurzböck verlegt, aber nicht immer bei ihm gedruckt. 1770 druckte er die erste Wiener Musikzeitschrift Der musikalische Dilettant. 1780 veröffentlichte er einen Wiener Schul- und Christenlehrenalmanach, in welchem er die Entwicklung des österreichischen Schulsystems zusammenfasst. Dazu passend druckte er auch Schulbücher. 1789 begann er schließlich noch den hebräischen Druck.
Joseph von Kurzböck konnte in seiner Bilanz 1780 einen Überschuss von 90.213 Gulden ausweisen. Er besaß in den 1780er Jahren an Immobilien das am Hof gelegene „Barbier´sche Haus“, ein Haus „am Graben gegenüber der Hl. Dreifaltigkeit“ und ein Haus in der „Alservorstadt“.
Zusätzlich erwarb Kurzböck 1789 vom Religionsfonds die Herrschaft Ober- und Unterliesing samt Schloss Liesing. Kurzböck ließ am Schlossgelände zwischen Ost- und Südtrakt eine Kapelle errichten. Bereits 1795 trennte sich die Familie von Kurzböck wieder vom Schloss Liesing, es gehört dann laut Grundbuch Nicolaus Freiherr Weiß von Felzt. In Folge wechselten häufig die Eigentümer, bis es 1832 an Valentin Ritter von Mack kam.
Joseph von Kurzböck verstarb am 18. Dezember 1792 und wurde am Friedhof Liesing beigesetzt. Sein Grabstein ist bis heute der älteste in diesem Friedhof. Bemerkenswert ist, dass sein Familienname und der Name der weiteren in Liesing beigesetzten Familienmitglieder am Grab mit Kurzbeck wiedergegeben wurde.

## Nachfolger ab 1792
Die Unternehmensbereiche des Joseph von Kurzböck wurden wie folgt verkauft oder übergeben:
- Das Privileg für die illyrische und orientalische Druckerei übernahm mit Vertrag vom 12. Februar 1792 und mit kaiserlicher Genehmigung Stephan von Novokovic. Dieser verkaufte jedoch bereits am 13. September 1795 die Druckerei an die Universität in Pest.[7]
- Die hebräische Druckerei kaufte 1793 Anton Schmid. Der (ab 1825 geadelte) Anton Edler von Schmid (1765–1855) war bereits seit 1785 in Dienste Kurzböcks und hatte an der Orientalischen Akademie in Wien das Hebräischstudium und in Lemberg die Ausbildung an der hebräischen Schriftsetzerei absolviert.[9]
- Universitätsdruckerei und Universitätsbuchhandlung gingen 1792 zunächst an Katharina von Kurzböck, geborene Gerold, die Witwe nach Joseph von Kurzböck.
- Die Universitätsbuchhandlung Kurzböck übernahm 1793 Joseph Camesina. Camesina wiederum übergab 1816 an Johann Gottlieb Heubner.
- Die Universitätsdruckerei Kurzböck erwarb 1805 Anton Schmid (ab 1825: Anton Edler von Schmid). Katharina von Kurzböck zog sich somit 1805 von den Geschäften zurück.[5]

## Adelsstand und Ritterstand
Im Jahr 1774 erhielt Kurzböck von Kaiserin Maria Theresia eine goldene Gnadenkette. Am 22. November 1776 wurde er mit dem Adelsstands-Diplom („Nobatilitäts-Diplom für den k.k. Illyrischen Hofbuchdrucker und Buchhändler Joseph Kurzböck“) in den österreichischen Adel mit dem Adelsprädikat „Edler von“ aufgenommen und konnte sich fortan Joseph Edler von Kurzböck nennen. Durch das Ritterstands-Diplom vom 18. April 1786 wurde er von Kaiser Joseph II. in den Reichs-Ritterstand aufgenommen und als Joseph Ritter von Kurzböck geführt.
Das Familienwappen des Joseph von Kurzböck wird wie folgt geschildert:

„Blauer Schild mit goldenem Schildeshaupt. In Blau ein aufrecht vor sich rechtsschreitender zurücksehender goldener Greif, der in den ausgestreckten Pranken eine goldene Kette mit dem daran hängenden sogenannten goldenen Gnadenpfennige hält. Im goldenen Schildeshaupte drei blaue sechseckige Sterne. Auf dem Schilde ruhen zwei zueinandergekehrte gekrönte Turnierhelme. Aus der Krone des rechten Helms erheben sich drei schwarze, durch einen goldenen Eichenkranz gesteckte wallende Straußenfedern. Auf jener des linken Helms steht ein halber, in der Mitte quergetheilter Flug, dessen obere goldene Hälfte mit einem blauen Stern, die untere blaue Hälfte aber mit dem goldenen Gnadenpfennige belegt ist. Die Helmdecken sind beiderseits blau, mit Gold belegt.“

## Kurzböckgasse in Wien
Im 18. Wiener Gemeindebezirk (Pfarre Gersthof) wurde 1914 zu Ehren von Joseph von Kurzböck eine Gasse als Kurzböckgasse betitelt, diesen Namen führt diese bis heute.

## Familie von Kurzböck

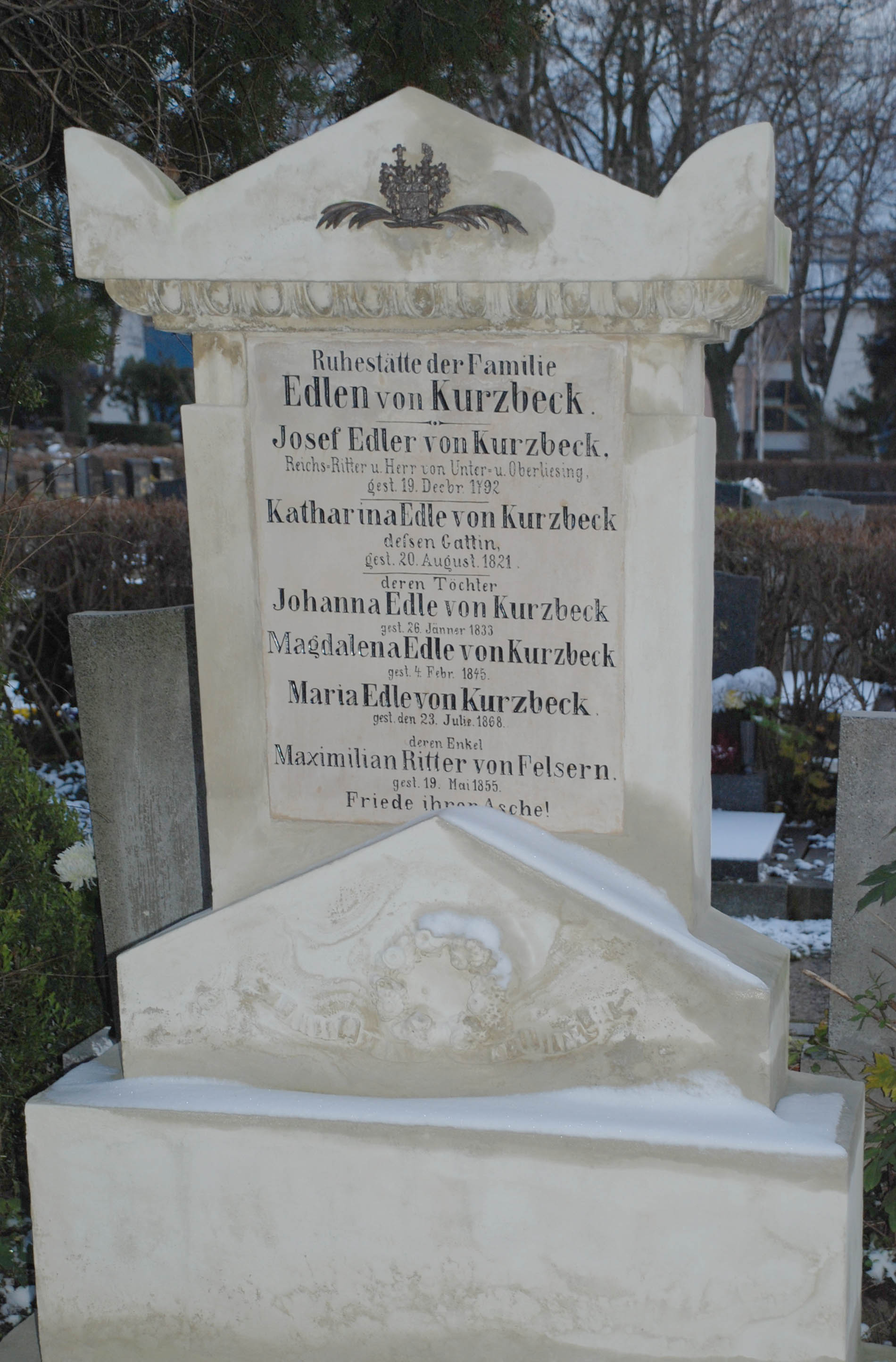
Das Grab der Familie von Kurzböck, am Grabstein als Kurzbeck bezeichnet

Aus der Ehe des Joseph von Kurzböck mit Katharina entstammen sieben Töchter: Magdalena (* 17. März 1767 in Wien; † 1845), Josefa (* 30. Juli 1773 in Wien; † 1840), Anna (* 23. Juli 1775 in Wien; † unbekannt), Carolina (* 4. April 1778 in Wien; † 1810), Sophie Theresia (* 22. September 1779 in Wien; † 1797), Johanna (* 8. Juni 1781 in Wien; † 1833), Maria Magdalena (* 16. Juli 1782 in Wien; † 1868).
Im Grab am Friedhof Liesing wurden, unter der abweichenden Nennung Kurzbeck bestattet: Joseph von Kurzböck († 1792), seine Ehefrau Katharina von Kurzböck († 1821), die Töchter Johanna von Kurzböck († 1833), Magdalena von Kurzböck († 1845), Maria von Kurzböck († 1868) und der Enkel Maximilian Ritter von Felsern († 1855).
Die Ehefrau des Joseph von Kurzböck, Katharina von Kurzböck, war eine geborene Gerold. Ihr Bruder war Carl Gerold, der Gründer von Carl Gerold’s Sohn Verlag (Gerold Verlag). Gerold und Kurzböck waren somit verschwägert. Die Tochter Magdalena von Kurzböck war eine bekannte Komponistin und Pianistin. Die Tochter Josefa Edle von Kurzböck heiratete Franz Neilreich (einen Großhandlungs-Gesellschafter) und war die Mutter des berühmten Botanikers August Neilreich.